# Wormaldia sukatshevae
Wormaldia sukatshevae is een fossiele soort schietmot uit de familie Philopotamidae.